# Richard Money
Richard Money (Lowestoft, 13 ottobre 1955) è un allenatore di calcio ed ex calciatore britannico, di ruolo difensore.

## Carriera

### Giocatore
Da calciatore agiva nel ruolo di difensore centrale. Crebbe nel Lowestoft Town, squadra della sua città natale. Iniziò la carriera professionista nello Scunthorpe United in cui militò tra il 1973 e il 1977. Si trasferì nel 1977 al Fulham che all'epoca militava in Second Division. Le tre stagioni nelle file dei Cottagers attirarono l'interesse del Liverpool che lo prelevò nel maggio del 1980 per 50 000 sterline. Tra le file dei Reds collezionò 14 presenze in First Division 1980-1981. In questa stagione partecipò anche all'edizione annuale della Coppa dei Campioni. In questa competizione giocò in semifinale contro il Bayern Monaco, mentre non disputò la finale vinta contro il Real Madrid. In seguito venne ceduto in prestito al Derby County, militante in Second Division. Il suo contratto con il Liverpool scadde nell'aprile 1982; totalizzò 17 presenze.
Svincolatosi dai Reds, nel 1982 si accasò al Luton Town, che all'epoca militava in First Division, e qui trascorse una sola stagione. Dal 1983 si avviò il suo declino: trascorse due stagioni nel Portsmouth in Second Division; nel 1985 si trasferì allo Scunthorpe United, suo club d'origine, nel quale trascorse cinque stagioni in Fourth Division prima di ritirarsi dal calcio giocato all'età di 34 anni.
In carriera ha totalizzato 465 presenze (8 reti) nei vari campionati.
Militò anche nell'Inghilterra under 21.

### Allenatore
Nel 1993 intraprese la carriera di allenatore. Iniziò nel gennaio 1993, a stagione in corso, alla guida dello Scunthorpe United. Nel campionato 1992-1993 di Third Division ottenne un quattordicesimo posto; nell'edizione 1993-1994 un undicesimo posto. Fu in seguito nominato responsabile dei settori giovanili di Aston Villa e Coventry City. Nel 2001 è stato affiancato a Roland Nilsson alla guida del Coventry City. Tra il 2003 e il 2005 ha allenato in Svezia: AIK, club di Allsvenskan, e Västerås SK, club di Superettan. Nella stagione 2005-2006 ha allenato il Newcastle United Jets, club australiano di A-League. Nel 2006 è tornato in patria: il 3 maggio è stato ingaggiato dal Walsall, con cui ha ottenuto una promozione dalla League Two alla League One vincendo il campionato 2006-2007. In questa stagione è stato nominato allenatore del mese di novembre 2006. Nella stagione 2007-2008, nei panni di una neopromossa, il Walsall è arrivato dodicesimo in un campionato di 24 squadre. Money ha rescisso il contratto con i Saddlers il 22 aprile 2008, dopo che il Walsall fu escluso dalla corsa ai play-off. Durante il suo periodo qui fu soprannominato affettuosamente Dickie Dosh. Nel giugno 2008 è stato nominato responsabile del settore giovanile del Newcastle United. Il 30 ottobre 2009 è ufficialmente diventato allenatore del Luton Town, club di Conference National. Finora ha guidato gli Hatters per 22 partite: 10 vittorie, 6 pareggi e 6 sconfitte.

## Palmarès

### Giocatore

#### Competizioni internazionali
- Coppa dei Campioni: 1

Liverpool: 1980-1981

### Allenatore

#### Competizioni nazionali
- FA Trophy: 1

Cambridge United: 2013-2014